# Lubomír Pokluda
Lubomír Pokluda (* 17. března 1958, Vojkovice) je bývalý český fotbalista, útočník, reprezentant Československa, držitel zlaté medaile z Olympijských her v Moskvě roku 1980.

## Fotbalová kariéra
Za československou reprezentaci odehrál v letech 1980–1982 čtyři utkání. Hrál za SU Teplice (1976–1979), RH Cheb (1979–1984), Spartu Praha (1985), Inter Bratislava (1986–1988) a Lierse SK (1988–1989). Se Spartou získal titul mistra republiky roku 1985. Vítěz Českého a finalista Československého poháru 1985. V Poháru mistrů evropských zemé nastoupil ve 4 utkáních.

## Ligová bilance
| Ročník                                      | Zápasy | Góly | Klub                           |
| ------------------------------------------- | ------ | ---- | ------------------------------ |
| 1. československá fotbalová liga 1976/77    | 24     | 8    | Sklo Union Teplice             |
| 1. československá fotbalová liga 1977/78    | 27     | 7    | Sklo Union Teplice             |
| 1. československá fotbalová liga 1978/79    | 18     | 1    | Sklo Union Teplice             |
| 1. československá fotbalová liga 1979/80    | 29     | 11   | RH Cheb                        |
| 1. československá fotbalová liga 1980/81    | 28     | 5    | RH Cheb                        |
| 1. československá fotbalová liga 1981/82    | 27     | 7    | RH Cheb                        |
| 1. československá fotbalová liga 1982/83    | 18     | 7    | RH Cheb                        |
| 1. československá fotbalová liga 1983/84    | 26     | 2    | RH Cheb                        |
| 1. československá fotbalová liga 1984/85    | 14     | 2    | RH Cheb                        |
| 1. československá fotbalová liga 1984/85    | 12     | 4    | Sparta Praha                   |
| 1. československá fotbalová liga 1985/86    | 6      | 1    | Sparta Praha                   |
| 1. československá fotbalová liga 1985/86    | 15     | 2    | Inter Bratislava               |
| 1. slovenská národní fotbalová liga 1986/87 | 26     | 8    | Inter ZŤS Bratislava-Petržalka |
| 1. československá fotbalová liga 1987/88    | 23     | 4    | Inter ZŤS Bratislava-Petržalka |
| CELKEM 1. liga                              | 268    | 60   |                                |